# とんぼ玉

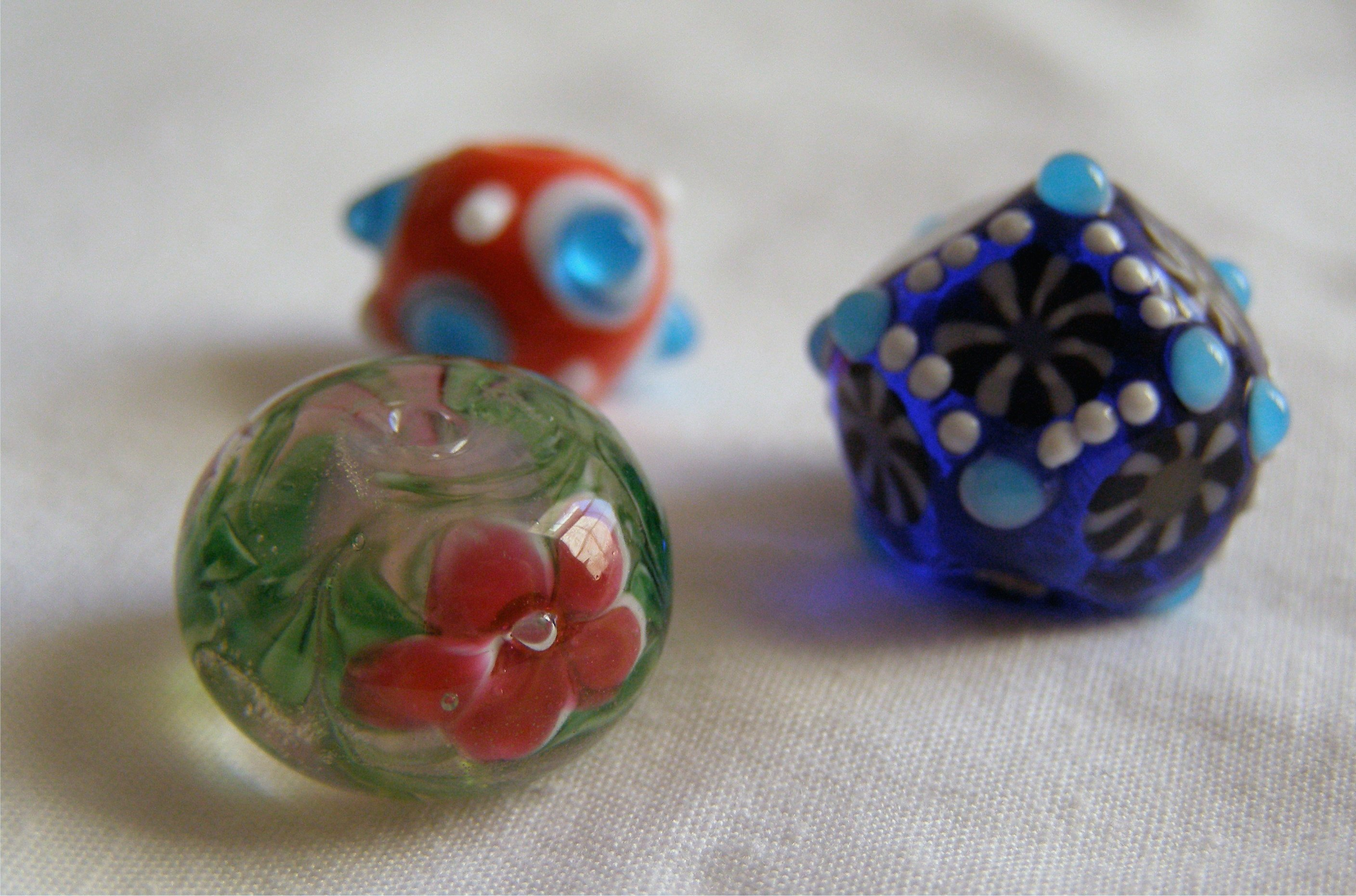
とんぼ玉

とんぼ玉（とんぼだま、蜻蛉玉）は、柄が入ったガラス玉である。模様のついたガラス玉をトンボの複眼に見立てて、「とんぼ玉」と呼ばれたといわれている。
江戸時代には青地に白の花模様のガラス玉を「蜻蛉玉」と呼び、それ以外のものは模様に応じて「スジ玉」「雁木玉」などと呼び分けていたが、現在では模様に関係なく「とんぼ玉」と呼ばれている。

## 歴史
とんぼ玉がいつ頃から作られていたのかははっきりしない。エジプトなどでガラスの発明から間もない時代に発見されており、古くから製法が知られていたことが分かっている。

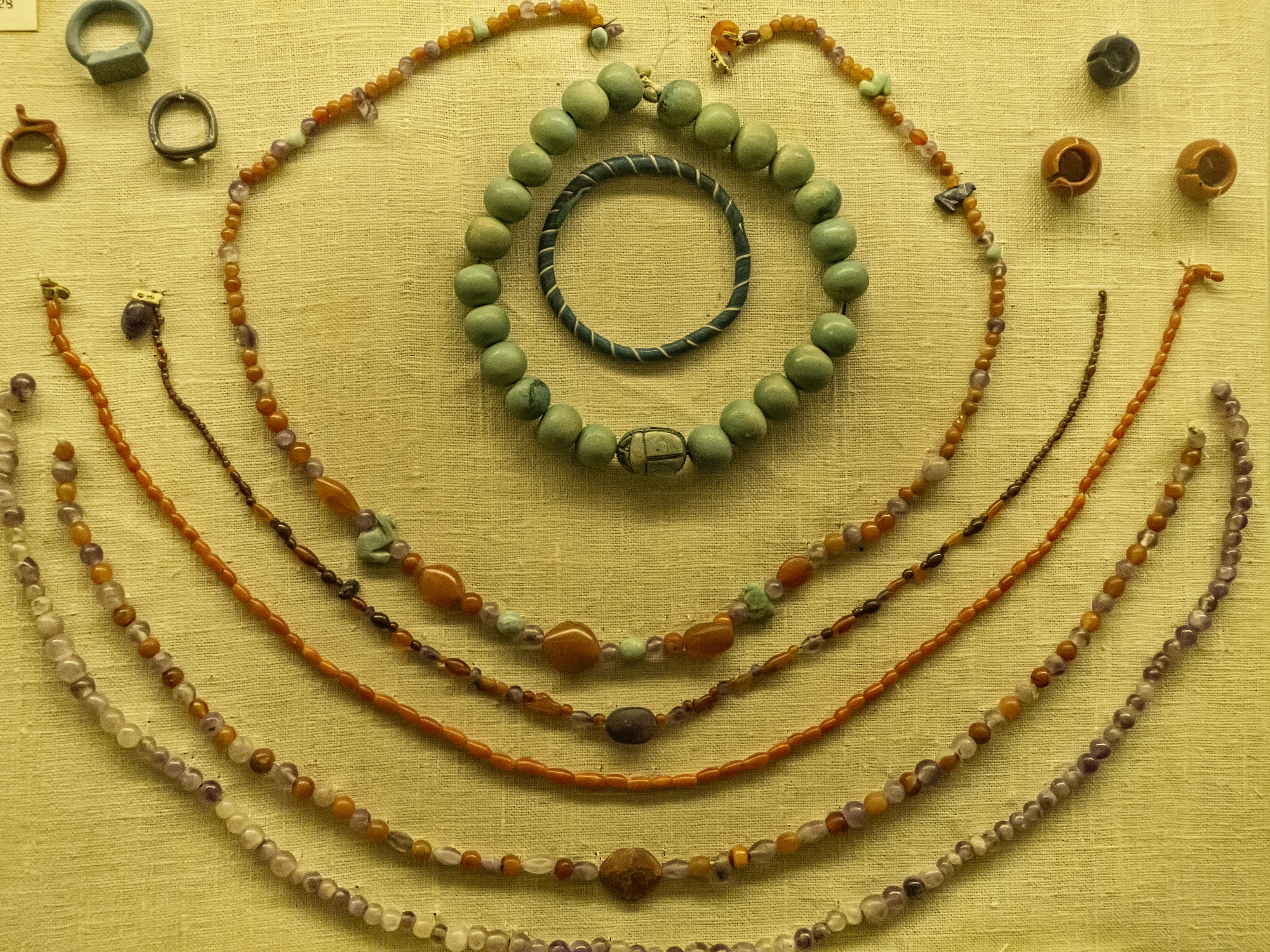
「古代エジプトのジュエリービーズとお守り(スカラベ)」ペンシルベニア大学考古学人類学博物館

中国でも隋や唐の時代には、火齊珠・玻璃と呼ばれた。戦国時代に作られたガラス玉は「戦国玉」と呼ばれる 。
日本では、吉野ヶ里遺跡

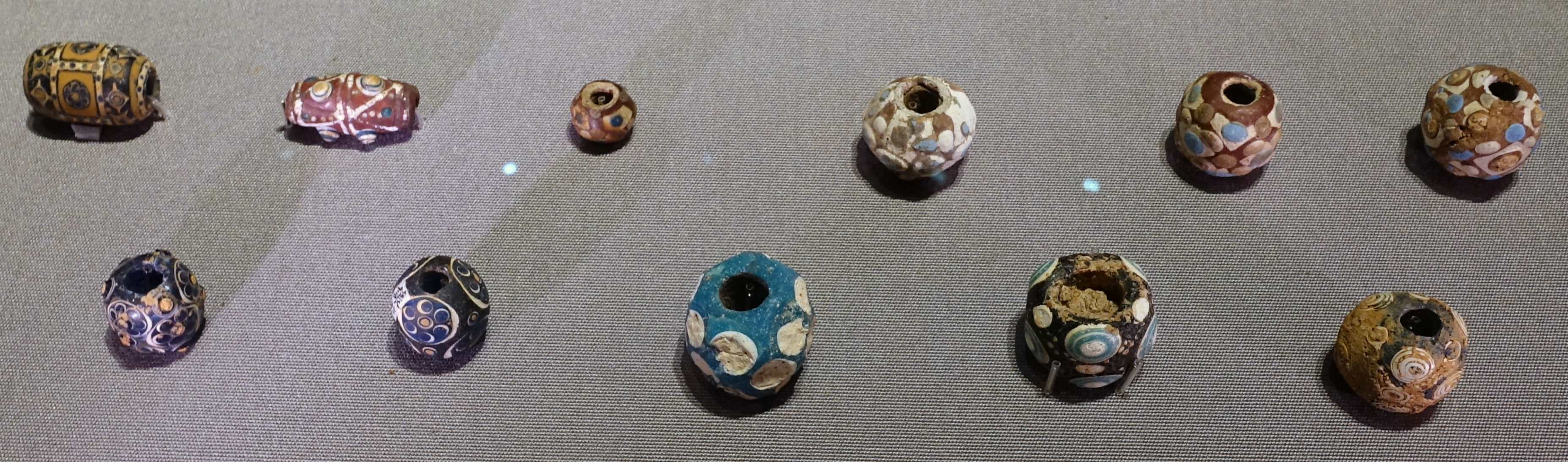
「瑠璃象嵌玉」戦国時代、紀元前5〜3世紀東京国立博物館

、原の辻遺跡、針塚古墳、馬越長火塚古墳、船来山古墳群、 愛宕山横穴墓群等から、勾玉、管玉とともに小型のとんぼ玉（ガラスビーズ）が出土しているが、これらはエジプトからの輸入品と考えられており、貿易用のビーズであるトレードビーズ等での 港市国家からアジアを横断する交易ルートの存在を示唆する資料と見なされている。

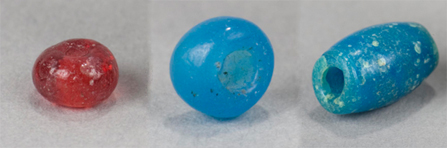
アラスカで見つかった19世紀のヨーロッパの貿易ビーズ

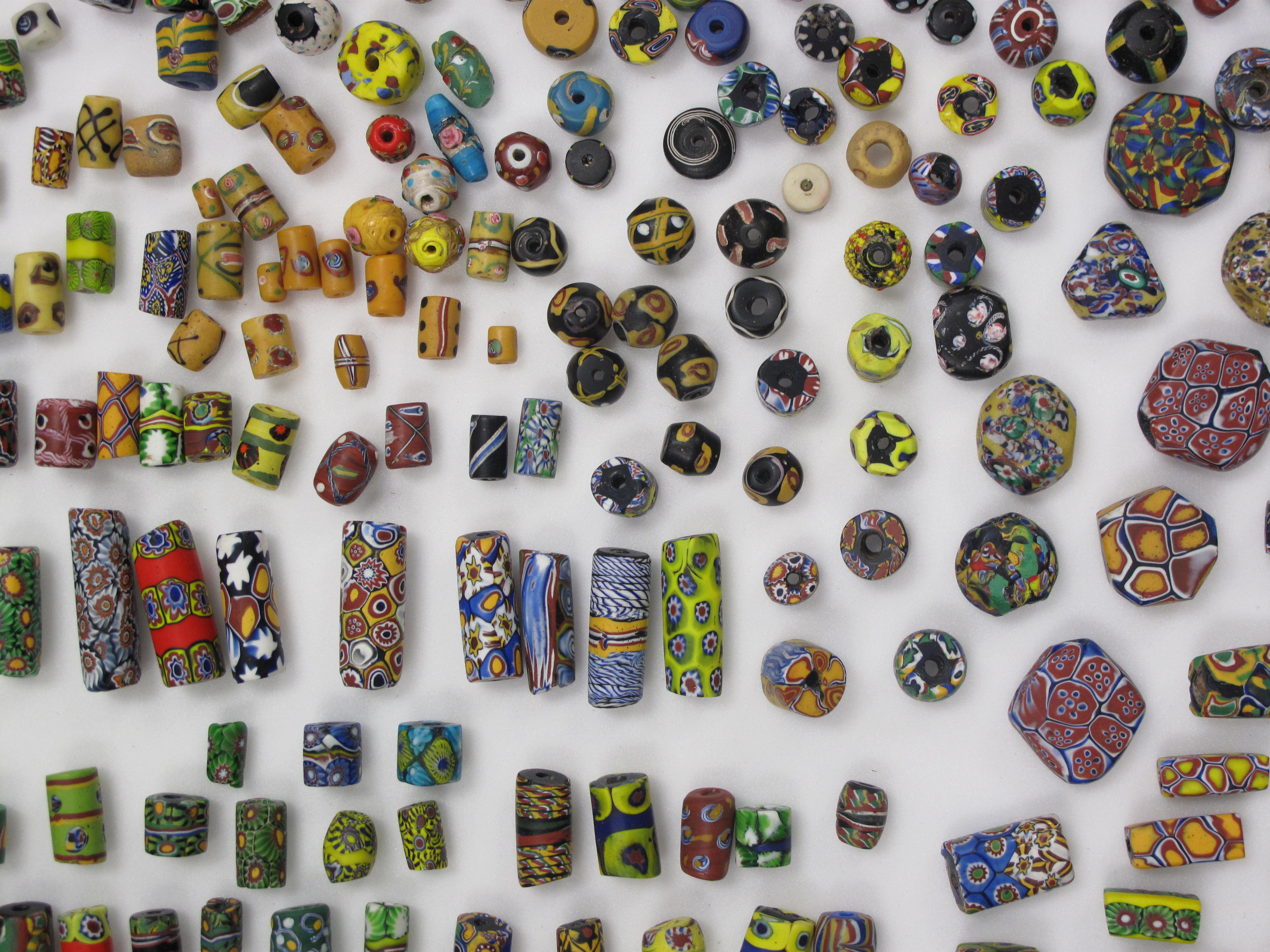
ヴェネツィアとペルシャで作られたアフリカとの貿易ビーズ。ミルフィオリ等のベネチアンビーズ

正倉院には多数のとんぼ玉とともに製法を記した書物や原料も収蔵されており、奈良時代には製法が伝えられ、国内で生産されていたと考えられている。
奈良時代から平安時代初期には、とんぼ玉は厨子の装飾に使用されるなど、仏教美術と深く結びついていた。その技法は秘伝とされ、とんぼ玉に接することが出来る人間も限られていたと言われている。
江戸時代に、南蛮貿易を通じて中国のガラス技術とヨーロッパのガラス技術が伝えられ、長崎などで安価なとんぼ玉が多数作られるようになった。

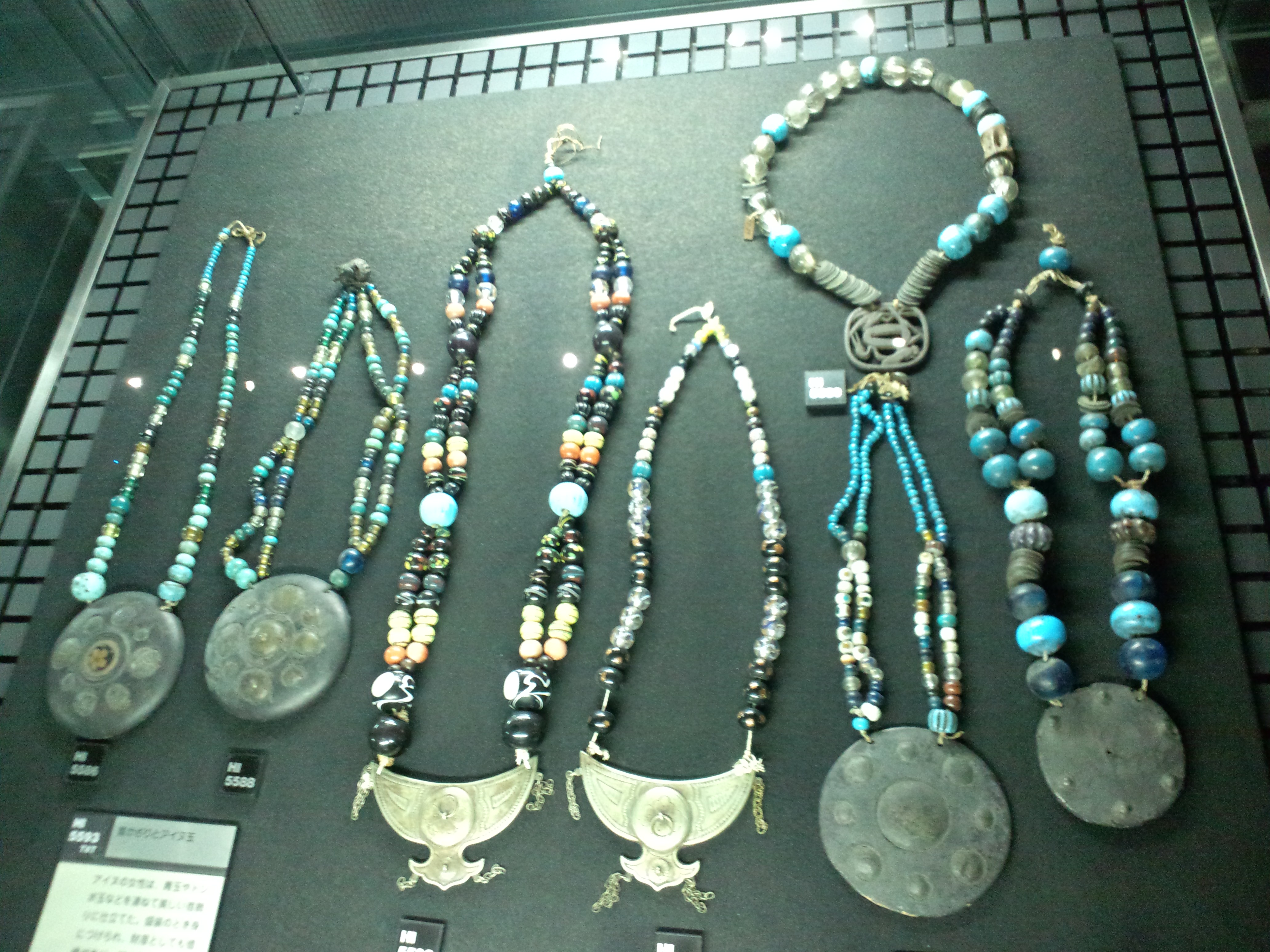
アイヌ女性のネックレス「タマサイ」。全体を構成するガラス玉は和人や満州方面との交易で得られた。中心の金属板は「シトキ」と呼ばれ、和鏡などが転用された国立民族学博物館

その結果、長崎の技法が江戸で発展したもの（江戸とんぼ玉）、アイヌ民族との山丹貿易用に作られたもの（アイヌ玉）、奈良時代からの製法で作られたもの（泉州玉、さかとんぼ）が庶民の手に渡るようになり、根付けやかんざし、帯留、羽織紐の飾り(無双)、などの装飾品に使用された。
しかし、とんぼ玉の製法は奢侈禁止令により明治時代には絶えたと言われている。戦後に入り、江戸とんぼ玉や外国産のとんぼ玉を参考に復元が行われ、ガラス工芸として多数の現代作家のもとで作られている。

## 技法
炭火を使った手作りでガラスに彩色する伝統的な手法とバーナーを使った色のついた工業用ガラスを溶かして使う現代的な方法がある。

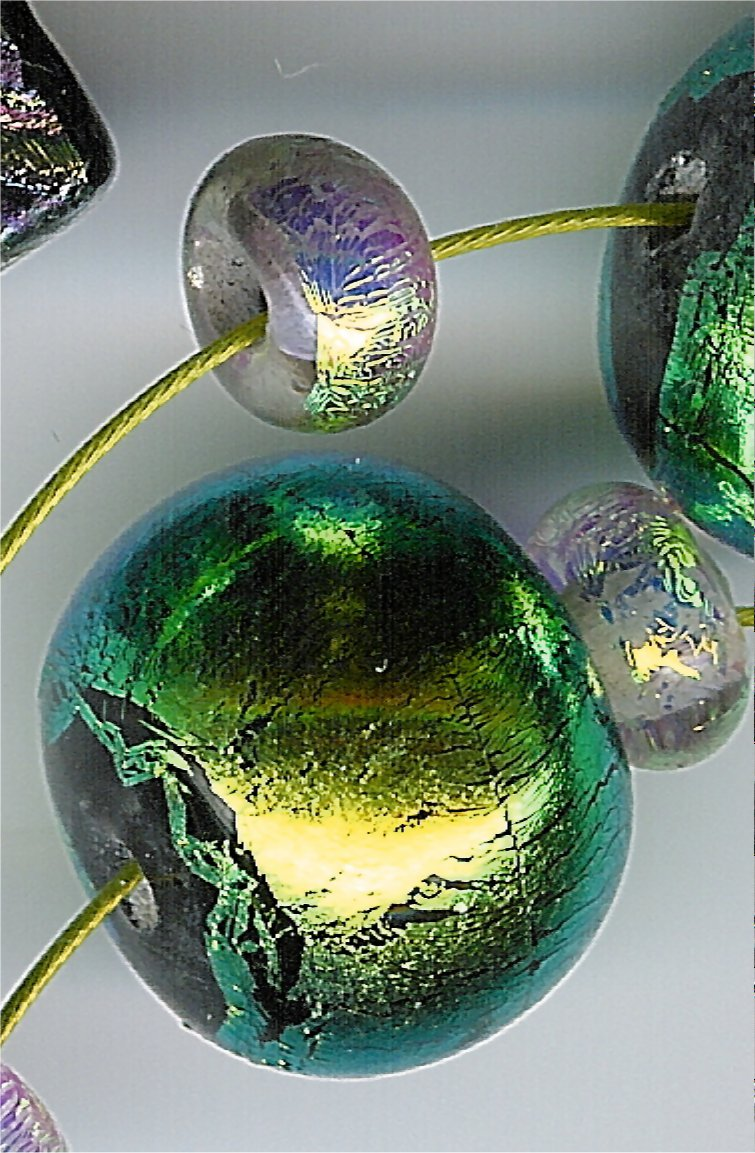
ランプワーク技法で作られた二色性（ダイクロガラス）とんぼ玉

巻き付け
離型材を塗った芯棒（鉄、ステンレスが主に使用される）に、バーナーで溶かしたガラスを巻きつけ、形や文様を作る。とんぼ玉制作で主に使用される技法。
ロール
熱したガラスを板状に延ばしてから芯棒に巻き取る。ミルフィオリを制作する際に用いられる技法。
ホットキャスト
溶けたガラスを鋳型に流し込み、成形する。
パート・ド・ヴェール
ガラス粉を鋳型に敷き詰め、加熱する。アフリカのキファは主にこの技法で制作されている。
型押し
溶けたガラスを金属の型に挟み込んで成形する。星形、ハート形などを作る際に使用される技法。
管引き
中空のガラス管を作り、希望の長さに切ったあと断面を研磨する。シードビーズを作る際に用いられる技法。
研磨
ガラス塊を研磨して成形する。

## 関連書籍
- 礒野昭子、磯谷桂、内田敏樹 、大鎌章弘、岡部哲平、小野遼、川端操、佐瀬智恵子、椎葉佳子、城下鮎子 共著。 浅井潤一、島野聡子編集『とんぼ玉』 亥辰舎BOOK〈Ishinsha book. クリエイター = Creator ; no. 4〉、2012年、ISBN 978-4-904850-20-6。

### 博物館施設
- KOBEとんぼ玉ミュージアム
- とんぼ玉制作体験ができる施設
  - エコハウス小牧
  - 大阪市立クラフトパーク
  - わくわく体験館
  - SUWAガラスの里の美術館
- Category:ガラス美術館とギャラリー
- Category:日本のガラス美術館とギャラリー